# نشان افتخار آزادی رئیس‌جمهوری

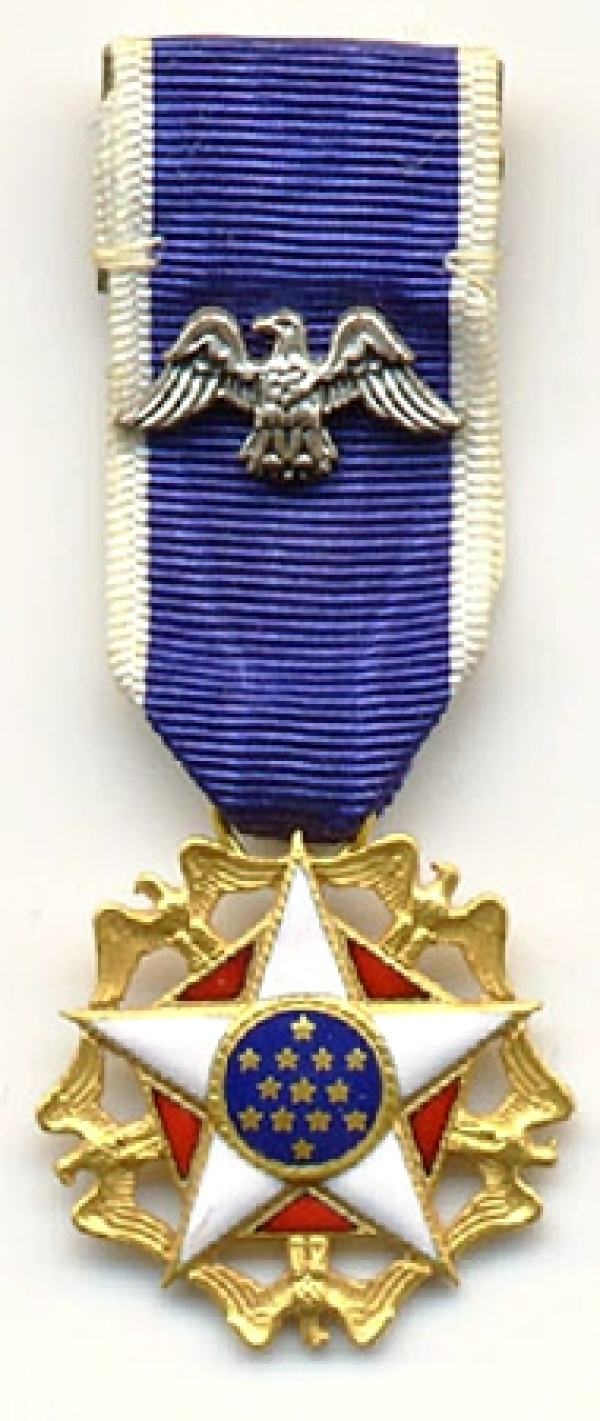
مدال آزادی رئیس جمهوری

نشان افتخار آزادی رئیس‌جمهوری (به انگلیسی: Presidential Medal of Freedom) بالاترین جایزه مدنی در آمریکا است که توسط رئیس‌جمهور ایالات متحده آمریکا اعطا می‌شود. این مدال تنها به شهروند ایالات متحده آمریکا تعلق ندارد، مادامی که یک جایزهٔ غیرنظامی به شمار آید. این جایزه به نظامیان نیز تعلق می‌گیرد و آن‌ها می‌توانند آن را روی لباس فرم خود آویزان کنند. از جمله افراد معروفی که این مدال را دریافت کرده‌اند می‌توان به الویس پرسلی، استیون هاوکینگ، رابرت دنیرو، دنزل واشینگتن، مایکل جکسون، چارلتون هستون‌، تام هنکس، مایکل جردن، استیو جابز، هیلاری کلینتون و لیونل مسی قابل اشاره هستند.

## نگارخانه

مادر ترسا در حال دریافت مدال از رونالد ریگان در ۱۹۸۵
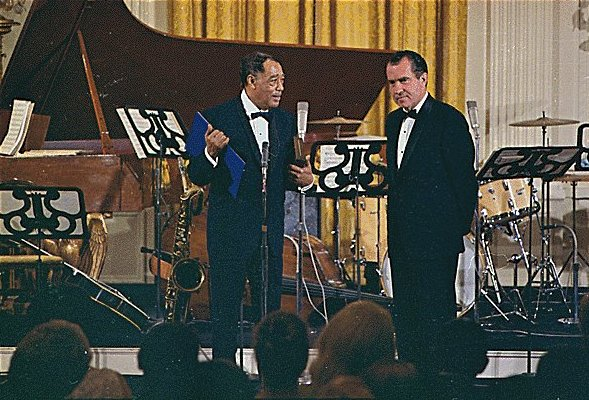
دوک الینگتون در حال دریافت مدال از ریچارد نیکسون در سال ۱۹۶۹
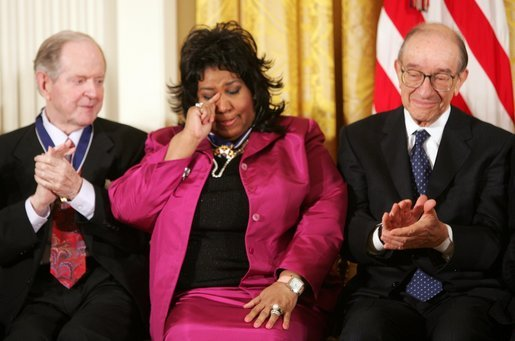
آریتا فرانکلین، اشک ریزان در حال دریافت مدال در سال ۲۰۰۵
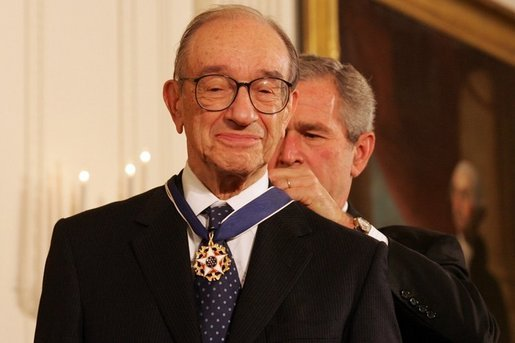
آلن گرینسپن در حال دریافت مدال در سال ۲۰۰۵